# 리처드 더처

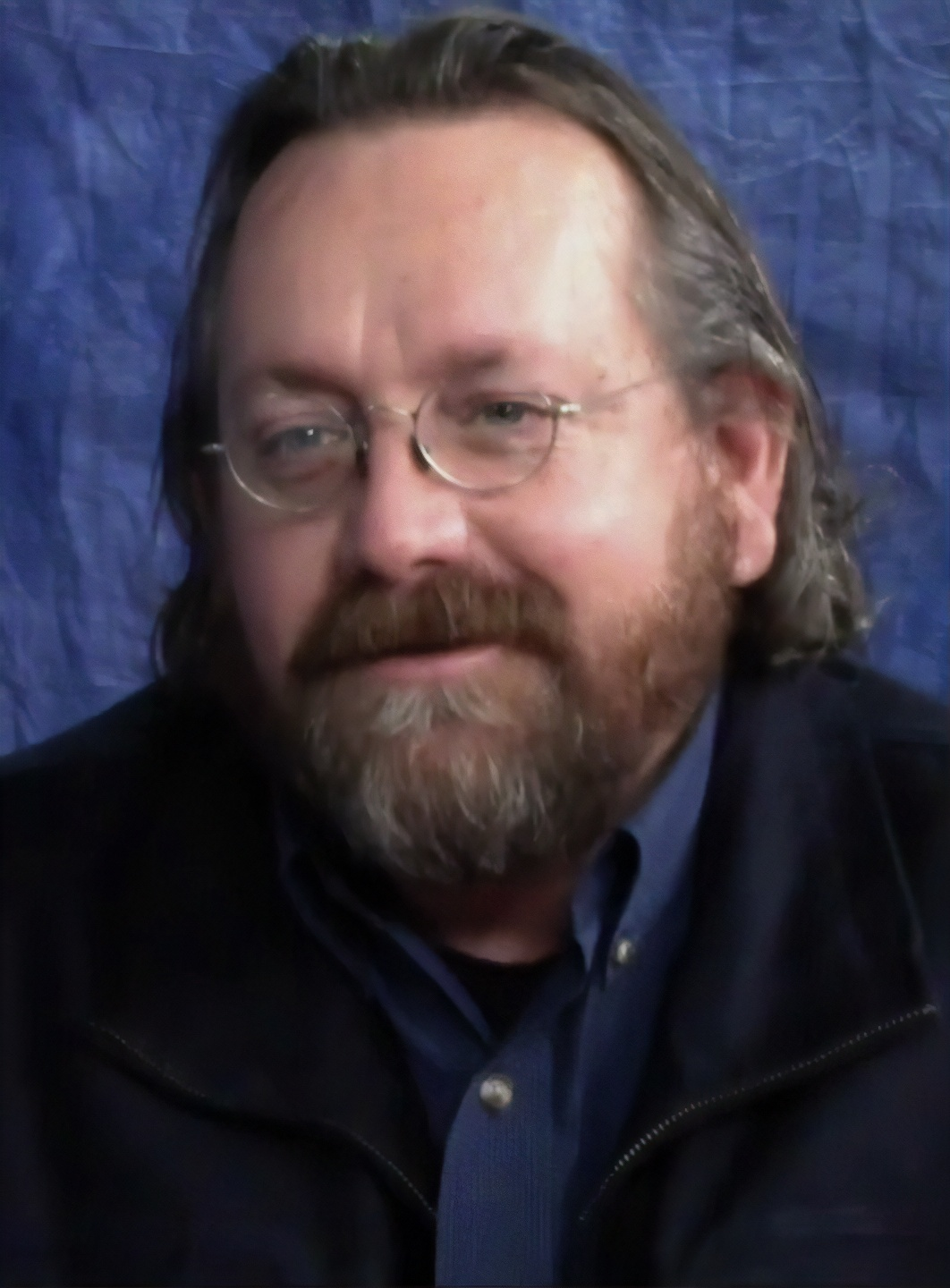

리처드 더처(Richard Dutcher, 1964년 1월 1일 ~ )는 미국의 영화 감독, 배우, 각본가, 영화 프로듀서이다.
오크파크에서 태어났다.

## 영화
- 프리메이슨 (2013년) - 쉘던 역
- 템플러 네이션 (2013년) - 윌리엄 역
- 앱솔루션 이즈 나우 퍼블릭 (2013년) - 릭 역
- 루나 메사 (2011년)
- 더 메이즈 (2010년) - 쉐리프 역
- 클린플릭스 (2009년)
- 이블 엔젤 (2009년)
- 폴링 (2008년) - 에릭 역
- 플라이보이스 (2008년)
- 스테이츠 오브 그레이스 (2005년)
- 12 (2003년)
- 싱글 워드 (2002년)
- 브라이엄 시티 (2001년) - 쉐리프 역
- 갓즈 아미 (2000년) - 달튼 역
- 걸 크레이지 (1997년) - 토미 역
- 트립와이어 (1989년)